# Barbara Mirus
Barbara Mirus (ur. 13 stycznia 1988 w Krakowie) – polska judoczka.

## Życiorys
Była zawodniczka klubów: MKS CM Jordan Kraków (2001-2006), TS Wisła Kraków (2007-2013). Wicemistrzyni Polski seniorek 2010 oraz dwukrotna brązowa medalistka mistrzostw Polski seniorek w kategorii do 63 kg (2011, 2012). Ponadto m.in. młodzieżowa wicemistrzyni Polski 2010. Siostra judoczki Izabeli Mirus.